# Abd al-Aziz ibn Musa
Abd al-Aziz ibn Musa ibn Nusayr (عبد العزيز بن موسى) – pierwszy gubernator Al-Andalus we współczesnej Hiszpanii i Portugalii. Był synem Musa ibn Nusajra, gubernatora Afryki. Został gubernatorem Al-Andulas po podboju tego regionu przez jego ojca.

## Początki władzy
Abd al-Aziz ibn Musa ibn Nusayr towarzyszył ojcu w 712, by pomóc berberyjskiemu generałowi Tarikowi ibn Zijadowi w podbojach w Hiszpanii. Spekuluje się, że Musa ibn Nusayr i jego syn, obaj Arabowie, nie chcieli, aby Berber zdobył chwałę.
Podbój tego obszaru przebiegał gładko pod rządami Tariqa, Musy ibn Nusayr i Abda al-Aziz ibn Musa ibn Nusayra. Po sukcesie podboju Tariq i Musa ibn Nusayr zostali wezwani w 714 z powrotem do Syrii przez kalifa Al Waleeda. Abd al-Aziz ibn Musa ibn Nusayr otrzymał od swojego ojca gubernatora Al-Andalus.
Musa ibn Nusayr, po powrocie do Damaszku, popadł w niełaskę z kalifem (źródła mówią, że kością niezgody miał być Stół Salomona – wspaniały łup z Hiszpanii) i zakończył swoje dni w Medynie.